# Lophopterys
Lophopterys es un género con siete especies de plantas con flores  perteneciente a la familia Malpighiaceae. Es originario de Sudamérica. El género fue descrito por Adrien-Henri de Jussieu  y publicado en Icones Selectae Plantarum  3: 18, en el año 1838.  La especie tipo es Lophopterys splendens A.Juss.

## Descripción
Son enredaderas leñosas o arbustos. Las hojas opuestas. La inflorescencia es  paniculada, rara vez simple. Los pétalos de color amarillo brillante . el fruto en forma de samara, teniendo un ala dorsal relativamente corta.

## Etimología
El nombre de Lophopterys proviene de las palabras griegas (lophos) para cresta  y (pteron) para el ala, refiriéndose al mericarpo de L. splendens, que carece de alas laterales y sólo tiene un ala reducida, como una cresta dorsal.

## Especies
- Lophopterys euryptera Sandwith
- Lophopterys floribunda W.R.Anderson & Chas.C.Davis
- Lophopterys inpana 	W.R. Anderson
- Lophopterys occidentalis 	W.R. Anderson & Chas.C. Davis
- Lophopterys peruviana 	W.R. Anderson
- Lophopterys splendens A.Juss.
- Lophopterys surinamensis 	(Kosterm.) Sandwith